# Мікі Маус
Мікі Маус (англ. Mickey Mouse — «Мікі Миша», «Мікі Миш») — створений за участю Волта Діснея в 1928 знаменитий анімаційний персонаж, один із символів американської культури.
День народження Мікі Мауса — 18 листопада. Спочатку Волт Дісней хотів назвати миша Мортімером (Mortimer Mouse), але його дружина запропонувала свій варіант — Мікі (Mickey — зменшувальна форма від Michael). Дісней довго сам озвучував Мікі Мауса у своїх мультфільмах.
Офіційним українським «голосом» Мікі Мауса є Юрій Кудрявець.

## Опис

Відповідно до анімаційних фільмів "Symphony Hour", "Mickey and the Culture Clash" і "The Fancy Gentleman", повне ім’я Мікі — Мішель Маус. У нього є старша сестра, на ім'я Фелісіті Філдмаус, від якої Мікі має племінників-близнюків, на ім'я Морті та Ферді Філдмаус, за якими він час від часу наглядає.
Мікі зазвичай зображується скромним життям зі своїм домашнім собакою Плуто. Перші мультфільми зображували його як сільського хлопця, що живе на Дикому Заході. У «The Adventures of Mickey Mouse: Book I» ― опублікованої в 1931 році, Мікі описується як жив «у затишному гніздечку під підлогою старого сараю». У міру розвитку короткометражок резиденція Мікі була перенесена в більш міське середовище Голлівуду, Каліфорнія, як це можна побачити в «Mickey's Kangaroo» та «Mickey's Elephant». Офіційна передісторія Діснейлендського мультфільму "Mickey's Toontown" обіграє це, пояснюючи, що Мікі походить із Дикого Заходу, але переїхав до Голлівуду заради своєї акторської кар’єри. У коміксах рідним містом Мікі є місто Маустон у штаті Калісота.
Давня подруга Мікі - Мінні Маус. Відповідно до Волта Діснея, Мікі та Мінні одружені в приватному житті, а на екрані просто зустрічаються. Незважаючи на їхні тривалі стосунки, Мікі час від часу змагався за прихильність Мінні до її колишнього хлопця Мортімера Мауса.
Професійний статус Мікі залежить від сюжету, але зазвичай його зображують майстрам на всі руки, який працює ким завгодно: від матроса на пароплаві до учня чаклуна. Найпоширенішим роботодавцем Мікі є корпорація "Ajax", де він працював разом зі своїми найкращими друзями Дональдом Даком і Гуфі. "Ajax" складається з різноманітних випадкових робіт (винищувачів привидів, мийників автомобілів, малярів американських гірок тощо), і більшість завдань Мікі закінчуються провалом через некомпетентність його та його команди. У коміксах Мікі часто зображували як детектива, який тісно співпрацює зі своїм другом Горацієм Хорсколларом і начальником поліції О'Хара.
Хоч і не за плату, Мікі постійно робить внески у свій місцевий дитячий притулок, де живуть сотні безіменних мишенят. За допомогою Мінні, Дональда та інших друзів Мікі організував численні пільги для дітей-сиріт, такі як пікніки і театральні шоу. У деяких мультфільмах він і Плуто навіть приймали сиріт у свій дім.
У деяких продовженнях, таких як мультфільми «Темний плащ», «A Goofy Movie» і численних передачах Діснея, таких як «House of Mouse», Мікі зображується як знаменитість зі списку А, яка стала відомою завдяки короткометражним театральним мультфільмам, які, як кажуть, засновані на реальних подіях в його житті.
Що стосується його віку у всесвіті, Мікі зображено відносно молодим. Офіційно в навчальному відео про персонажа для Діснейленду (записано в 1970-х роках) описує його як «звичайного молодого хлопця без певного віку».

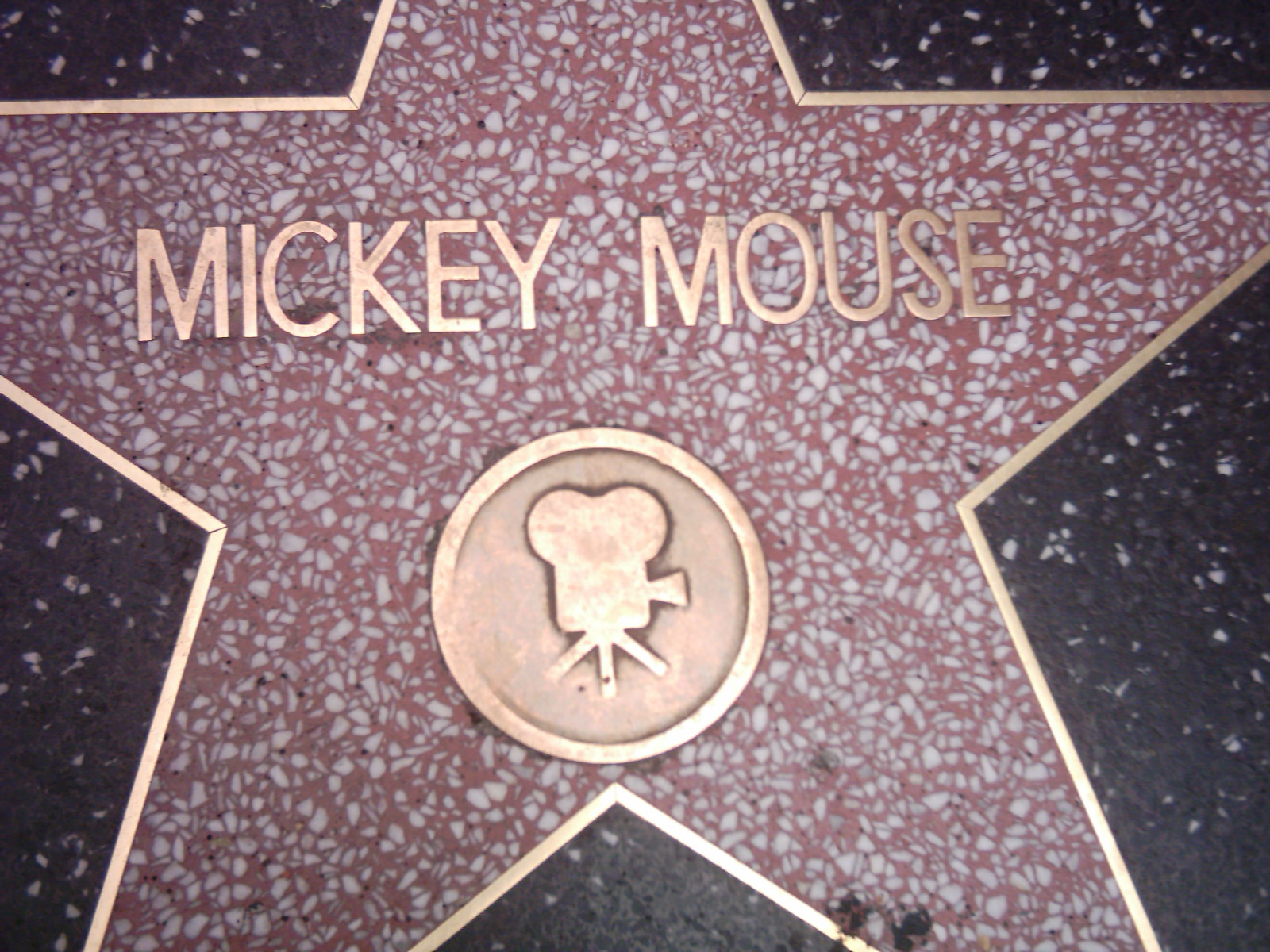

## Мікі Маус в культурі
- В угорсько-німецько-канадському повнометражному анімаційному фільмі «Пастка для котів» літочислення ведеться «від Різдва Мікі-Мауса»
- Головний персонаж анімаційного фільму «Пастка для котів» Нік Грабовський до подій, показаних у мультфільмі, прийняв буддизм і оголосив себе Мікі-Маусом Тринадцятим
- Фінальні кадри фільму «Суцільнометалева оболонка» показують загін, що маршує по охоплених полум'ям руїнах в'єтнамського міста, та який співає пісню Клубу Мікі Мауса: «Ми граємо чесно, працюємо на совість / / І дружно ми живемо / / Мікі Маус, * Мікі Маус / / Ми тримаємо високо своє знамено / / Хлопчики й дівчатка, завітайте до нас / / Мікі Маус, Мікі Маус»
- У серії «Кільце» мультсеріалу «Південний Парк» Мікі Маус показаний як злий і підприємливий директор компанії «Дісней» — він б'є підлеглих, бере головних героїв в заручники й загрожує їм розправою, вважаючи, що вони надіслані компанією Dreamworks з метою зірвати концерт Jonas Brothers.
- Американський художник Ден О'Ніл в серії коміксів зобразив різноманітне статеве життя Мікі. Книжка швидко стала бібліографічною рідкістю.